# (731) Sorga
Pour les articles homonymes, voir Sorga.
(731) Sorga est un astéroïde de la ceinture principale découvert le 15 avril 1912 par l'astronome allemand Adam Massinger.
Sa désignation provisoire était 1912 OQ.